# Svømning under sommer-OL 2016 – 400 m fri (damer)
400 m fri for damer under Sommer-OL 2016 vil finde sted den 7. august 2016. 

## Medaljefordeling
| Medaljetagere | Medaljetagere | Medaljetagere | Medaljetagere |
| ------------- | ------------- | ------------- | ------------- |
| Guld          | Sølv          | Bronze        |               |
| Katie Ledecky | Jazmin Carlin | Leah Smith    |               |

## Turneringsformat
Konkurrencen blev afviklet med indledende heats og finale. Efter de indledende heats gik de otte bedste tider videre til finalen, hvor medaljerne blev fordelt. 

## Tidsplan
Nedenstående tabel viser tidsplanen for afvikling af konkurrencen:
| Dato      | Tid   | Runde  |
| --------- | ----- | ------ |
| 7. august | 14:34 | Heats  |
| 7. august | 22:55 | Finale |

## Resulter[1]

### Heats
| Nr. | Heat | Bane | Svømmer                | Land           | Tid     | Note |
| --- | ---- | ---- | ---------------------- | -------------- | ------- | ---- |
| 1   | 4    | 4    | Katie Ledecky          | USA            | 3:58,71 | Q    |
| 2   | 3    | 3    | Jazmin Carlin          | Storbritannien | 4:02,83 | Q    |
| 3   | 3    | 4    | Leah Smith             | USA            | 4:03,39 | Q    |
| 4   | 4    | 6    | Coralie Balmy          | Frankrig       | 4:03,40 | Q    |
| 5   | 3    | 6    | Brittany MacLean       | Canada         | 4:03,43 | Q    |
| 6   | 3    | 5    | Jessica Ashwood        | Australien     | 4:03,58 | Q    |
| 7   | 4    | 3    | Boglárka Kapás         | Ungarn         | 4:04,11 | Q    |
| 8   | 4    | 1    | Tamsin Cook            | Australien     | 4:04,36 | Q    |
| 9   | 2    | 5    | Zhang Yuhan            | Kina           | 4:06,30 |      |
| 10  | 2    | 4    | Sarah Köhler           | Tyskland       | 4:06,55 |      |
| 11  | 2    | 3    | Lotte Friis            | Danmark        | 4:07,13 |      |
| 12  | 1    | 4    | Chihiro Igarashi       | Japan          | 4:07,52 |      |
| 13  | 1    | 3    | Joanna Evans           | Bahamas        | 4:07,60 |      |
| 14  | 4    | 2    | Lauren Boyle           | New Zealand    | 4:07,90 |      |
| 15  | 3    | 2    | Mireia Belmonte García | Spanien        | 4:08,12 |      |
| 16  | 2    | 6    | Andreina Pinto         | Venezuela      | 4:08,34 |      |
| 17  | 3    | 8    | Melania Costa Schmid   | Spanien        | 4:08,96 |      |
| 18  | 4    | 8    | Anja Klinar            | Slovenien      | 4:09,07 |      |
| 19  | 4    | 5    | Sharon van Rouwendaal  | Holland        | 4:11,44 |      |
| 20  | 2    | 8    | Arina Openysheva       | Rusland        | 4:11,83 |      |
| 21  | 2    | 2    | Ajna Késely            | Ungarn         | 4:12,40 |      |
| 22  | 3    | 1    | Alice Mizzau           | Italien        | 4:14,20 |      |
| 23  | 1    | 6    | Katarina Simonović     | Serbien        | 4:15,57 |      |
| 24  | 1    | 2    | Kristel Köbrich        | Chile          | 4:16,07 |      |
| 25  | 2    | 7    | Emily Overholt         | Canada         | 4:16,24 |      |
| 26  | 2    | 1    | Nguyễn Thị Ánh Viên    | Vietnam        | 4:16,32 |      |
| 27  | 4    | 7    | Diletta Carli          | Italien        | 4:17,15 |      |
| 28  | 3    | 7    | Cao Yue                | Kina           | 4:19,57 |      |
| 29  | 1    | 5    | Valerie Gruest         | Guatemala      | 4:19,58 |      |
| 30  | 1    | 7    | Lani Cabrera           | Barbados       | 4:28,95 |      |
| 31  | 1    | 8    | Gabriella Doueihy      | Libanon        | 4:31,21 |      |
| 32  | 1    | 1    | Rebeca Quinteros       | El Salvador    | 4:52,11 |      |

### Finale
| Nr. | Bane | Svømmer          | Land           | Tid     | Note |
| --- | ---- | ---------------- | -------------- | ------- | ---- |
| 1   | 4    | Katie Ledecky    | USA            | 3:56,46 |      |
| 2   | 5    | Jazmin Carlin    | Storbritannien | 4:01,23 |      |
| 3   | 3    | Leah Smith       | USA            | 4:01,92 |      |
| 4   | 1    | Boglárka Kapás   | Ungarn         | 4:02,37 |      |
| 5   | 2    | Brittany MacLean | Canada         | 4:04,69 |      |
| 6   | 8    | Tamsin Cook      | Australien     | 4:05,30 |      |
| 7   | 7    | Jessica Ashwood  | Australien     | 4:05,68 |      |
| 8   | 6    | Coralie Balmy    | Frankrig       | 4:06,98 |      |